# قاصد (قنبلة ذكية)
قنابل قاصد الذكية: هي قنابل ذكية مزودة بأنظمة توجيه بصرية لإصابة أهدافها بدقة من صناعة وإنتاج جمهورية إيران. والتي يتم إطلاقها من الجو إلى الأرض مع الاستعانة بالتقنية الحديثة في العالم. وجرى إنتاجها من قِبَل متخصصو الصناعات الدفاعية الإيرانية بالتعاون مع متخصصي جهاد الإكتفاء الذاتي، حيث أُعلِنَ عن تطويرها سنة 2006م من قِبَل جمهورية إيران. ان قنابل قاصد المتطورة تم إنتاجها بثلاث نماذج، فالنموذج الأول والثاني منها ذات رأس حربي يزن 2000 رطل (900) كيلوغرام وبمدى 40 كيلومتر للنموذج الأول، و 50 كيلومتر للنموذج الثاني، اما النموذج الثالث من قنابل قاصد فيبلغ مداه 100 كيلومتر حيث تم استخدام محرك صاروخي لزيادة المدى. وقد دخلت قنبلة قاصد خط الإنتاج المكثف خلال العام 2009م وإدراجها في خدمة سلاح الجو الإيراني. وتم إختبارها أثناء مناورات أجرتها القوات الجوية في الجيش الإيراني في نفس العام. وفي صيف 2010م أعلن قائد سلاح الجو في الجيش الإيراني الطيار حسن شاه صفي، في ختام مناورات (نور الولاية) عن نجاح الاختبار الذي جرى على قنابل قاصد الذكية 1 و 2، مؤكداً أن هذه القنابل بإمكانها إستهداف المواقع المحددة بمنتهى الدقة.

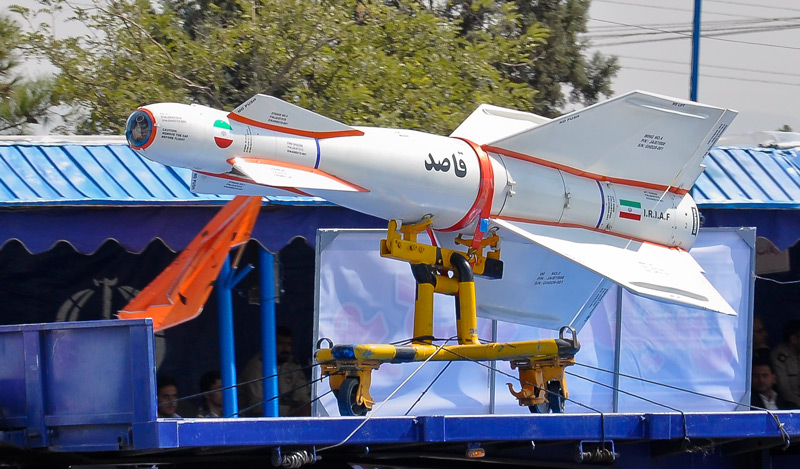
قنبلة قاصد الإيرانية المتطورة

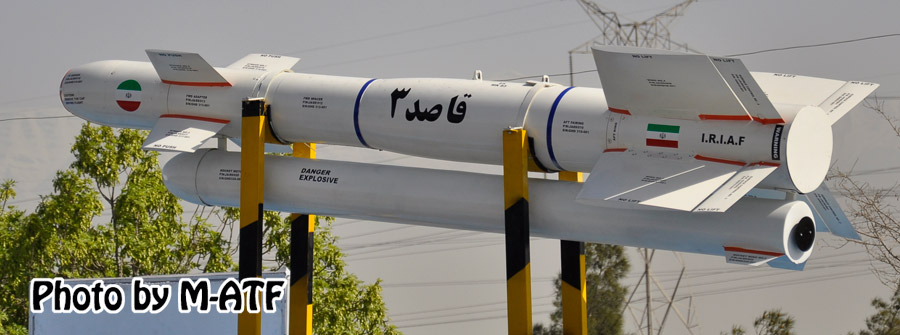
الجيل الثالث من قنابل قاصد والمزودة بمحرك صاروخي لزيادة المدى

## نبذة مختصرة
أن الصناعات الدفاعية الإيرانية نجحت في تصميم وإنتاج مختلف التجهيزات والأسلحة التي تحتاجها القوات الجوية ومن ضمن هذه الأسلحة كانت القنابل والصواريخ الموجهة. ومنذ إنتصار الثورة الإسلامية في إيران وبدء الحرب العراقية-الإيرانية، فقد فُرض على الجمهورية الإسلامية الإيرانية حظر على إستيراد الأسلحة، وبعد ذلك بذلت الصناعات العسكرية الإيرانية جهوداً كبيرة من أجل تأمين التجهيزات والأسلحة التي تحتاجها القوات المسلحة الإيرانية ونجحت بتصميم وصناعة مختلف أنواع القنابل، منصات الصواريخ والصواريخ التي تحتاجها مقاتلات القوات الجوية للجيش الإيراني. ومن بينها القنبلة (قاصد 1 وقاصد 2 وقاصد 3). ففي سبتمر من سنة 2006م أعلنت جمهورية إيران عن تطوير قنبلة موجهة وزنها 900 كغ باسم قاصد، وقنبلة ذكية أخرى في أغسطس 2007م تزن أيضاً 900 كغ تُطلَق من المقاتلات باسم قاصد أيضاً. بعد ذلك أعلنت وسائل إعلام إيرانية عن نجاح متخصصي الصناعات الدفاعية الإيرانية بإنتاج القنبلة قاصد 3 والتي تزن 2000 رطل. وذكرت وكالة أنباء فارس الإيرانية شبه الرسمية ان طهران حصلت على تقنية تصميم وصنع القنابل الذكية بشكل مكثف، ولديها دقة وقوة عاليتان للغاية، مشيرةً إلى ان هذه القنابل، وبينها قنبلة قاصد الذكية تُعتبَر أحد الإنجازات التي حققها خبراء الدفاع في إيران، كما أشارت الوكالة إلى ان إيران بعد ان تمكنت من الإنتاج المكثف لقنابل قاصد، بدأت بصنع نوعاً جديداً من القنابل الذكية أَطلقت عليها اسم قدر، التي بإمكانها ان توفر إحتياجات القوة الجوية الإيرانية من الأسلحة المتطورة.

## إفتتاح خط الإنتاج
إفتتحت جمهورية إيران يوم الأحد (26 أغسطس) 2007م خط إنتاج لتصنيع قنبلة ذكية زنة 2000 رطل، يمكن ان تحملها الطائرات المقاتلة للبلاد من طراز أف-4 وأف-5. وأكد وزير الدفاع الإيراني الجنرال مصطفى محمد نجار قوله ان القنبلة، وتسمى القاصد أو المبعوث، «هي قنبلة موجهة، جو-سطح، طويلة المدى، صُمِمَت من خلال استخدام أحدث التكنولوجيات المتقدمة». وأضاف نجار، إنه بمجرد نشر القنبلة قاصد، يمكن للمقاتلات الإيرانية تدمير أهداف العدو بهذه القنبلة عالية الدقة دون الدخول في مرمى نيران العدو. وقال نجار، مؤكداً مجدداً على الطبيعة المحلية للقنبلة، (ان القنبلة قاصد صُمِمَت طبقاً لإحتياجات القوات الجوية الإيرانية من الترسانات والقنابل الإستراتيجية. وأشار إلى ان إنتاج إيران من هذه القنابل الجديدة والإستراتيجية، والصواريخ، والأسلحة يهدف إلى ردع الأعداء من غزو البلاد، وأضاف ان «هذه المعدات والأدوات تهدف إلى تدعيم السلام المستدام والإستقرار والأمن في المنطقة».

## خصائص القنبلة
تتميز قنابل قاصد بعدة خصائص تختلف من نموذج إلى آخر، ولكن بصورة عامة تتميز هذه القنابل الذكية بأنها من أهم قنابل (الجو - سطح) وأكثرها تدميراً، إذ صُمِّمَت وصُنِّعَت تأسيساً على قواعد القتال غير المتكافئ، ولعل من أهم ميزاتها هي الفاعلية البالغة والقدرة المدمرة والإستهداف الدقيق للغاية والإفادة من النظام الإلكتروني. اما الجيل الثالث من قنابل قاصد فقد إحتفظ بعدد من الإمتيازات الأخرى لهذه القنبلة التي تم إنتاجها في داخل جمهورية إيران بيد الخبراء الإيرانيين هي إطلاقها من مسافة بعيدة يتعذر على المضادات الجوية إستهدافها وتدمير قوات العدو في أقل إشتباك.

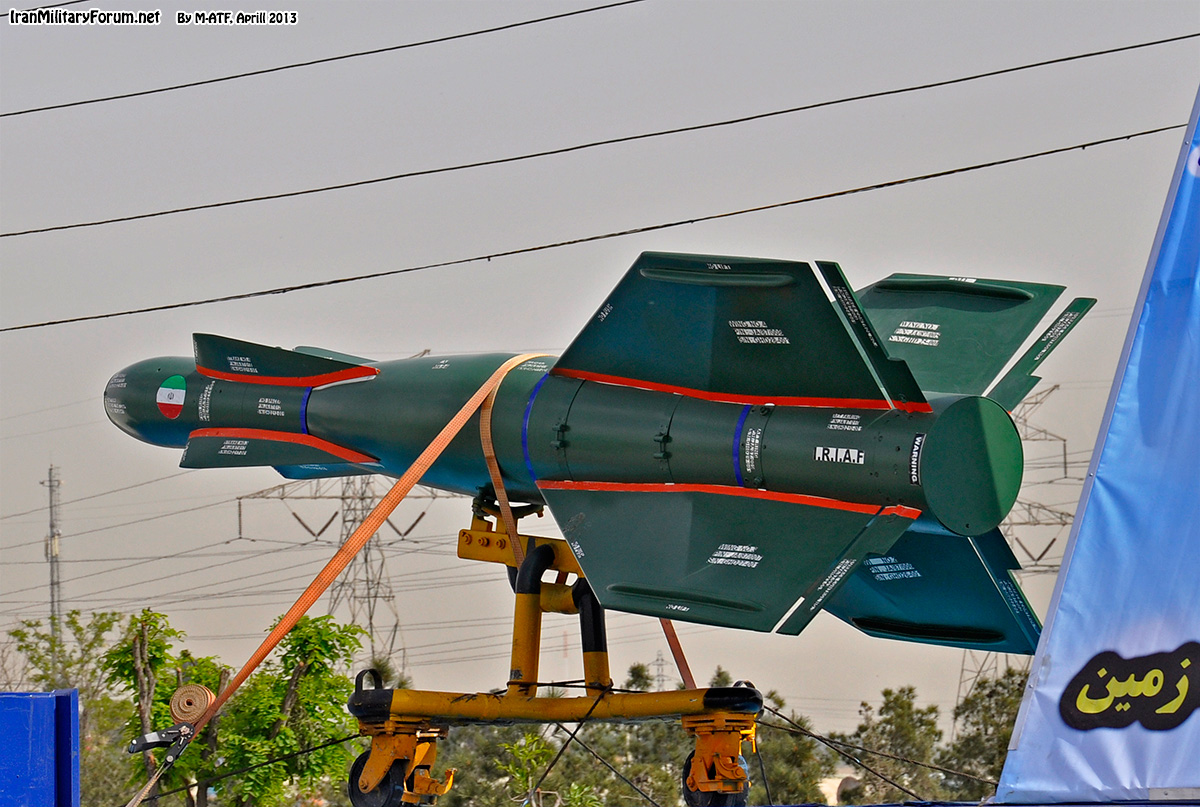
قمبلة قاصد، هذه الصورة مأخوذة من عرض يوم الجيش في جمهورية إيران لعام 2013 في طهران

## نماذج القنبلة
قاصد 1:
هي الجيل الأول لسلسلة قنابل قاصد. وتم إنتاج القنبلة الذكية قاصد-1 زنة 2000 رطل على نطاق واسع، وتم وضعها تحت تصرف سلاح الجو الإيراني. وكانت ذا رأس حربي يزن 2000 رطل (900 كيلوغرام) وذات مدى يبلغ 40 كيلومتراً، وهي مُزودة بأنظمة ذكية وبصرية للتوجيه. وبعد النجاح الذي لاقاه إنتاج قاصد، تم الكشف عن إنتاج القنبلة (قاصد 2).
قاصد 2:
تم الإعلان الرسمي عن إنتاج الجيل الثاني من القنبلة الذكية (قاصد) سنة 2008م. وتم ذلك على هامش مراسم ذكرى عمليات سلاح الجو خلال الحرب الإيرانية العراقية في ثمانينات القرن الماضي، وعلى لسان رئيس جهاز الإكتفاء الذاتي في السلاح الجوي الإيراني العميد محمد رضا كارشكي. حيث تمت صناعة هذا الجيل من قِبَل جهاز الإكتفاء الذاتي في القوة الجوية بالجيش الإيراني. وتميزت قنبلة قاصد-2 عن النسخة الأولى بأن مداها زاد بواقع 10 كيلومترات فأصبحت ذات مدى يبلغ 50 كيلومتر، مع الإحتفاظ بوزن الرأس الحربي الذي يبلغ 2000 رطل أي (900 كيلوغرام). وأكد رئيس جهاد الإكتفاء الذاتي في سلاح الجو بجيش الجمهورية الإسلامية الإيرانية العميد محمد رضا كارشكي إنتاج الجيل الثاني لقنبلة قاصد الذكية. وأضاف العميد كارشكي قائلاً  «ان جهاد الإكتفاء الذاتي في القوة الجوية بالجيش تمكن من صناعة جيل ثانٍ من قنبلة قاصد ذات 2000 رطل وتطوير مداها إلى أكثر من 50 كيلومتراً».
قاصد 3:
هي الجيل الثالث من قنبلة قاصد الإيرانية المتطورة، فهي قنبلة ذكية مزودة بمحرك صاروخي ومطورة عن قاصد 1 وقاصد 2 وقد جرى إختبارها سنة 2009م بنجاح وأصابت أهدافها المحددة دون الحاجة إلى تحكم الطيار بها. يبلغ مدى قاصد 3 (100 كيلومتر) ورأس حربي يزن 2000 رطل أي 900 كيلوغرام. وقامت الصناعات الدفاعية في طهران بتصميم وإنتاج النسخة الثالثة من القنبلة «قاصد»، هذه القنبلة مزودة بمحرك صاروخي زاد من مداها ليبلغ 100 كيلومتر. كما أن روافد هذه القنبلة أصغر من روافد النسختين الأولى والثانية من القنبلة «قاصد»، حيث أن هذا الأمر ساعد في زيادة مدى القنبلة حتى الضعفين. وتتميز القنبلة «قاصد» بأنها مزودة بنظام توجيه بصري يمنع أي محاولات لحرف مسار القنبلة عن هدفها عبر أنظمة الحرب الإلكترونية، كما أنه يرفع من نسبة إصابة هذه القنبلة بهدفها. وأعلن مساعد قائد سلاح الجو الإيراني لشؤون التنسيق العميد الطيار عزيز نصير زادة عن تطوير قنبلة «قاصد 3» الذكية، من خلال زيادة مداها ودقة إصابتها للأهداف. وقال نصير زادة، في مقابلة مع وكالة الأنباء الإيرانية الرسمية «إرنا»، إن «دقة القنبلة الذكية قاصد 3 إزدادت بالتزامن مع زيادة مداها العملاني، بغية إصابة الأهداف بدقة عالية». وأشار إلى أن إطلاق «قاصد 3» وإصابتها للأهداف الأرضية يجريان باستخدام الأجهزة الإلكترونية والرادارية، مضيفاً أنه «في مجال توجيه القنبلة والكشف عن الأهداف حققنا نتائج جيدة، ونحن قادرون فضلاً عن الكشف عن الأهداف من مسافات بعيدة، توجيه القنبلة بصورة دقيقة نحو الأهداف المطلوبة». ورداً على سؤال عما إذا كانت قنبلة «قاصد 3» طُوِرَت لمواجهة التهديدات الدولية ضد إيران، قال نصير زادة إن «الجيش والقوات المسلحة مسؤولة عن تطوير الأسلحة لمواجهة التهديدات المحتملة، وسلاح الجو ليس إستثناء». وأضاف أن «قاصد 3 بالتأكيد طُوِرَت لمواجهة التهديدات المحتملة، ونحن نبحث ونبتكر ونطور أنظمتنا دائماً، والواقع أن التطوير هو من أول أولوياتنا».

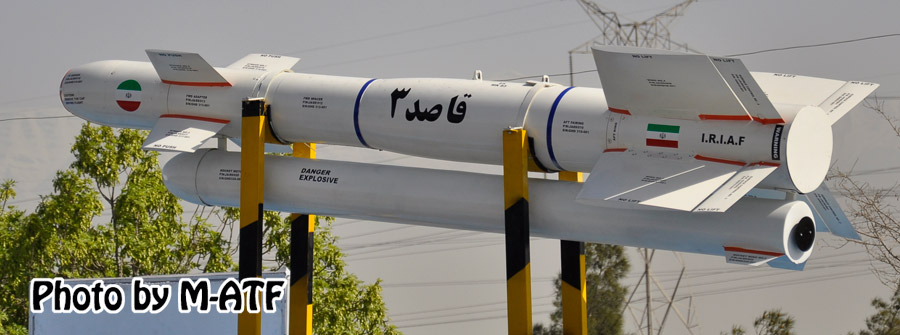
قنبلة قاصد 3 والبالغ مداها 100 كيلومتر وبرأس حربي يزن 2000 رطل

## تزويد المقاتلات الإيرانية بقنابل قاصد
تم تزويد مقاتلات (4 - F) بقنابل قاصد الذكية. حيث يمكن تزويد مقاتلات (F - 5) الإيرانية بها أيضاً. وكان مساعد القوات المسلحة في شؤون مرحلة جهاد الإكتفاء الذاتي العميد فرهاد أميري قد أعلن أن تزويد المقاتلات بمختلف أنواع الصواريخ مثل جو–جو وجو–بحر والقنابل الذكية بمافيها قاصد يُعتبَر من الإنجازات التي حققها سلاح الجو في هذا الخصوص. وتابع قائلاً: «ان كل هذه الإنجازات إنما تتم في إطار زيادة نسبة الأمن الداخلي والحيلولة دون عدوان الأعداء وتوفير الأمن للمواطنين في داخل إيران الذي يتطلب أن تتميز البلاد بقوة ردع أكبر وقوة أكثر».

## عرض القنبلة
تم في سنة 2017م وتحديداً يوم الثلاثاء 4/18، عرض قنبلة قاصد الذكية الإيرانية بمناسبة اليوم الوطني للجيش الإيراني. والذي شهد إستعراضاً عسكرياً ضخماً، شاركت فيه قوات الجيش والدفاع الجوي ووحدات الإسناد. حيث شهدت العاصمة طهران والمدن الرئيسية للمحافظات الإيرانية تلك الإستعراضات العسكرية. وقد إنطلق العرض العسكري بكلمة للرئيس الإيراني حسن روحاني، وبحضور جمع من كبار القادة العسكريين في العاصمة طهران. وكشف الإستعراض وللمرة الأولى عن صاروخ «صياد 3» للدفاع الجوي بعيد المدى. كما جرى خلاله عرض معدات وتجهيزات مختلفة من قبل وحدات الإسناد التابعة للجيش الإيراني كمنظومة إس 300 الصاروخية. كما جرى إستعراض معدات وتجهيزات عسكرية مختلفة للقوات البرية، والجوية، والبحرية، ومقر الدفاع الجوي، ومن ضمنها قنبلة قاصد الإيرانية المتطورة.
اما في سنة 2019م، شاركت قنبلة قاصد الذكية، المنجز المحلي المميز للقوات الجوية للجيش الإيراني خلال الإستعراض العسكري لقوات الجيش الإيراني بجوار مرقد روح الله الخميني جنوب العاصمة الإيرانية طهران بمناسبة یوم الجیش 18 نیسان/ أبریل 2019م. وبحسب وكالة الأنباء الإيرانية، حضر مراسم الإستعراض الرئیس الإیراني حسن روحاني ورئیس هیئة الأركان العامة للقوات المسلحة اللواء محمد باقري وكبار القادة العسكریین من الجیش والحرس الثوري وقوات الشرطة. وتشارك في الإستعراض وحدات نموذجیة من القوات الثلاثة (الجویة والبریة والبحریة) إضافةً إلى سلاح المضادات الجویة بهذه المناسبة لإستعراض جزء من جهوزیة واقتدار الجمهوریة الإیرانیة. كما تشارك في الإستعراض لأول مرة مقاتلتا كوثر وصاعقة محلیتي الصنع، وقامتا بعروض عديدة في السماء تجسد كفاءتهما وتقنیاتهما العالیة.
كما شاركت قنبلة قاصد سنة 2019م أيضاً، ضمن فعاليات إسبوع الدفاع المقدس (الذكرى السنوية لبدء الحرب العراقية - الإيرانية في أيلول 1980م) التي أُجريَت برعاية كبار المسؤولين العسكريين والسياسيين في أرجاء البلاد، حيث عُرِضَت سلسلة كبيرة من المعدات والتجهيزات والأسلحة والأدوات الدفاعية والهجومية للقوات المسلحة، بما فيها الصواريخ الباليستية والطائرات المسيرة المخصصة للرصد والهجوم، وصولاً إلى معدات القتال البري واللوجستي وأصناف متطورة من رادارات الرصد المصنعة محلياً. وقد عُرِضَ بعض هذه الأسلحة للمرة الأولى.

## ردود أفعال
إسرائيل:
ذكرت صحيفة (يديعوت أحرونوت) ان قلقاً يسود الأوساط الأمنية الإسرائيلية بعد كشف الصناعة العسكرية الإيرانية النقاب عن قنبلة ذكية مخصصة لضرب دقيق لأهداف برية تحمل اسم قاصد. ونسبت الصحيفة إلى مصدر كبير في جهاز الأمن الإسرائيلي قوله إن «الفجوة التكنولوجية بين الدول الإسلامية وبين إسرائيل آخذة بالتقلص ومع أن الحديث يدور عن دول الدائرة الثانية والثالثة، إلا أنها جزءاً من العالم الإسلامي»، وحسب هذا المصدر فإن القدرات النووية لباكستان والمقتربة من إيران، إلى جانب القدرة في مجال الصواريخ بعيدة المدى تقلص الفجوة بين إسرائيل ودول المواجهة.
 إيران:
- مساعد جهاد الإكتفاء الذاتي في سلاح الجو بالجيش الإيراني:

أعلن مساعد جهاد الإكتفاء الذاتي في سلاح الجو بالجيش الإيراني محمد رضا كارشكي إنتاج الجيل الثالث من قنابل قاصد الذكية التي يبلغ مداها 100 كيلومتر. وأكد المسؤول الذي كان يتحدث لمراسل وكالة أنباء فارس أن هذا الإنجاز العظيم تم بفضل الجهود الجبارة التي بذلها الخبراء المتخصصون في سلاح الجو بجيش الجمهورية الإسلامية الإيرانية. وأعتبر المسؤول أن الإنتاج المكثف لهذه القنابل الذكية بأنها الأقوى في العالم قائلاً: "ان الجمهورية الإسلامية الإيرانية بادرت إلى صناعة هذه القنابل خلال الأعوام الأخيرة في مرحلة الدفاع المقدس". وتابع ان الجيل الثاني من هذه القنابل التي يبلغ مداها أكثر من 50 كيلومتر يطوي مراحله الأخيرة وسيتم إنتاجه المكثف في القريب العاجل".
- مساعد شؤون التنسيق للقوة الجوية للجيش الإيراني:

أعلن مساعد شؤون التنسيق للقوة الجوية للجيش الإيراني العميد عزيز نصير زادة  إن قنبلة (قاصد 3) قد تم تطويرها لمواجهة التهديدات المحتملة من جانب القوى الدولية المتواجدة في المنطقة، مضيفاً، أن الجيش والقوات المسلحة الإيرانية مسؤولة على تكييف نفسها على أساس التهديدات المحتملة وأن تقوم بتحديث معداتها، وقوات الجيش الجوية ليست مستثناة من هذا الأمر. وأضاف زادة، إننا نقوم دوماً بالأبحاث والتحديث والتطوير ورفع مستوى المنظومات، أن تحديث معدات القوة الجوية موضوع الآن في جدول أعمالنا.

## معرض الصور

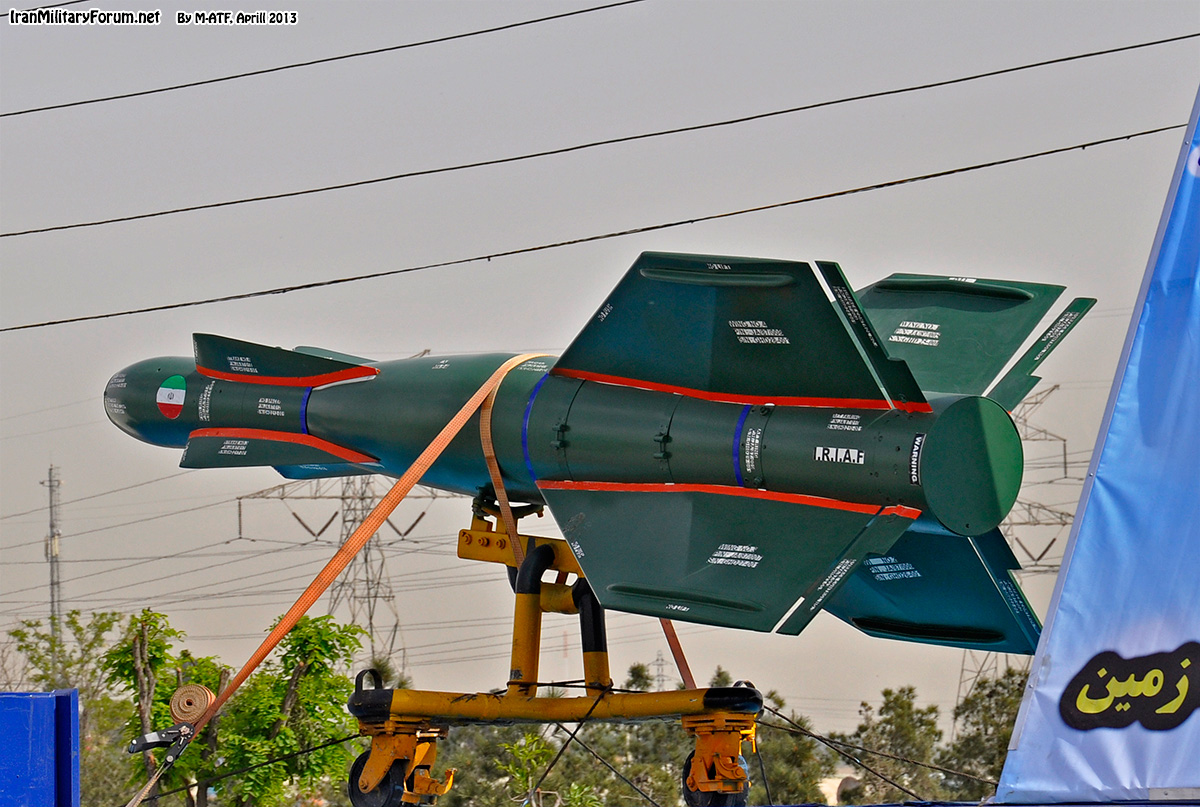
قمبلة قاصد، هذه الصورة مأخوذة من عرض يوم الجيش في جمهورية إيران لعام 2013 في طهران

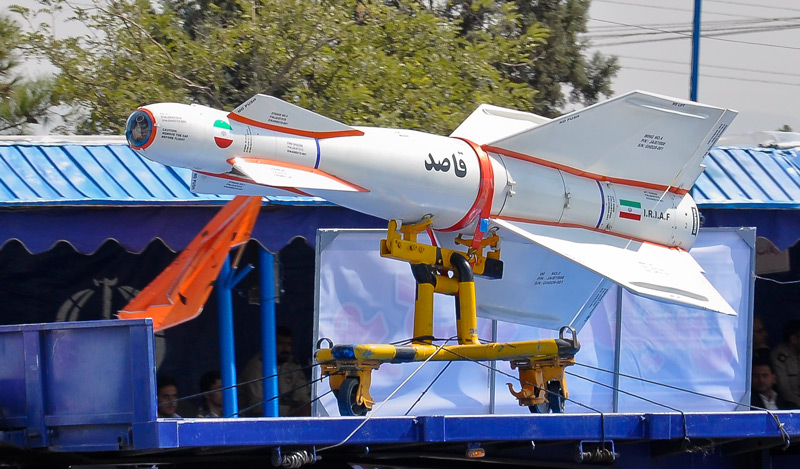
قنبلة قاصد الإيرانية المتطورة

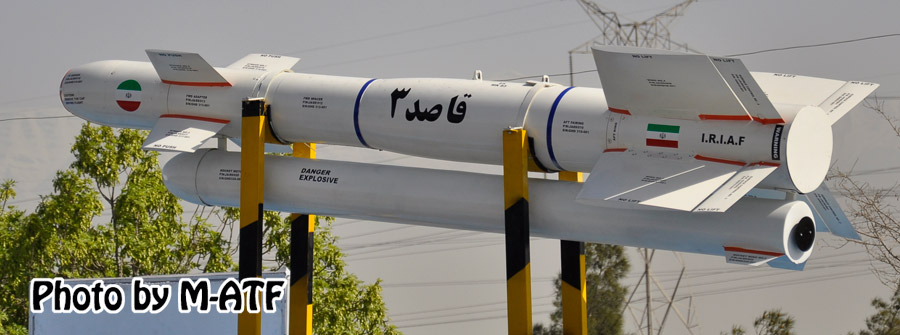
الجيل الثالث من قنابل قاصد والمزودة بمحرك صاروخي لزيادة المدى